# José López Navío
José López Navío Sch. P., cervantista español nacido en la localidad alcarreña de Campillo de Dueñas el 17 de octubre de 1909 y fallecido en Madrid el 27 de diciembre de 1970. 
Sacerdote católico perteneciente a la Orden de las Escuelas Pías, cervantista, escritor y ante todo educador. 

## Biografía
Fue alumno del colegio de los escolapios en Molina de Aragón, y vistió el hábito de la Orden en la casa cuna de San José de Calasanz en Peralta de la Sal el 10 de octubre de 1924, profesó los votos el 10 de octubre de 1925. Estudió teología, filosofía y pedagogía sucesivamente en Peralta de la Sal, Irache y Tafalla y tras ordenarse sacerdote, ejerció su ministerio en los colegios de Zaragoza, Alcañiz y Jaca. En 1936 fue destinado a Argentina donde siempre estuvo en el colegio Santo Tomás de Córdoba. En 1957 regresó a España, residiendo en la Casa Pompiliana de escritores (1958-1962), Daroca (1962-1964), Zaragoza (1965-1966), Roma (1967-1968) y de nuevo en la Casa Pompiliana de Madrid (1968-1970),

## Obra
Entre sus obras destacan:
- La Madre del Salvador y Nuestra vida interior, Mariología (traduc. del P. Garrigou-Lagrange). Buenos Aires 1947
- Don Quijote de la Mancha. Madrid 1959
- Un texto del Quijote: salir al gallarín: Anales Cervantinos V (1955-1956)
- Duelos y quebrantos los sábados: Ib. VI, 1958
- Génesis y desarrollo del Quijote: AnC, n. 1 (1959)
- El tipo somático de Don Quijote idéntico al de Lope de Vega; Ib. n. 2 (1959)
- Una comedia de Tirso que no está perdida: Estudios, abril-junio (1960)
- Cide Hamete Benengeli. Lope de Vega: Boletín de la biblioteca Menéndez y Pelayo n. 36 (1960)
- Lope de Vega estuvo en Zaragoza cuando las revueltas de Antonio Pérez: Cuadernos de historia Jerónimo Zurita. Zaragoza (1960)
- Velázquez tasa los cuadros de su protector D. Juan de Fonseca: Archivo español de arte, 133 (1961)
- El P. Scío, maestro de la Infanta Carlota: AnC n. extr. (1961)
- Sobre la frase de la duquesa: las obras de caridad hechas floja y tibiamente y Dos notas cervantinas: Anales Cervantinos IX (1963)
- Don Juan de Mercado y Calasanz: AnC julio-diciembre 1968
- El entremés de los romances, sátira contra Lope de Vega, fuente de inspiración de los primeros capítulos del Quijote: AnC 4 (1960) 441-494
- La gran colección de pinturas del Marqués de Leganés: AnC 8 (1962) 259-330
- Ambiente histórico y social en que vivió San José de Calasanz: AnC 25-26 (1971) 207-260, y muchas más.